# Hyundai Tucson
Hyundai Tucson ([tuːˈsɒn] «Хьонде Тусо́н»; кор. 현대 투싼, Hyeondae Tussan) — компактний кросовер (SUV C-класу), який з 2004 року виробляє південнокорейська компанія Hyundai Motor Company. Названий на честь міста Тусон, штат Арізона; є найпродаванішою моделлю позашляховика компанії.
Друге покоління автомобіля випускалося під маркою Hyundai ix35. У лінійці позашляховиків Hyundai знаходиться на позиції нижче моделі Santa Fe та вище моделей Kona, Creta та Bayon.

## Перше покоління JM (2004—2010)

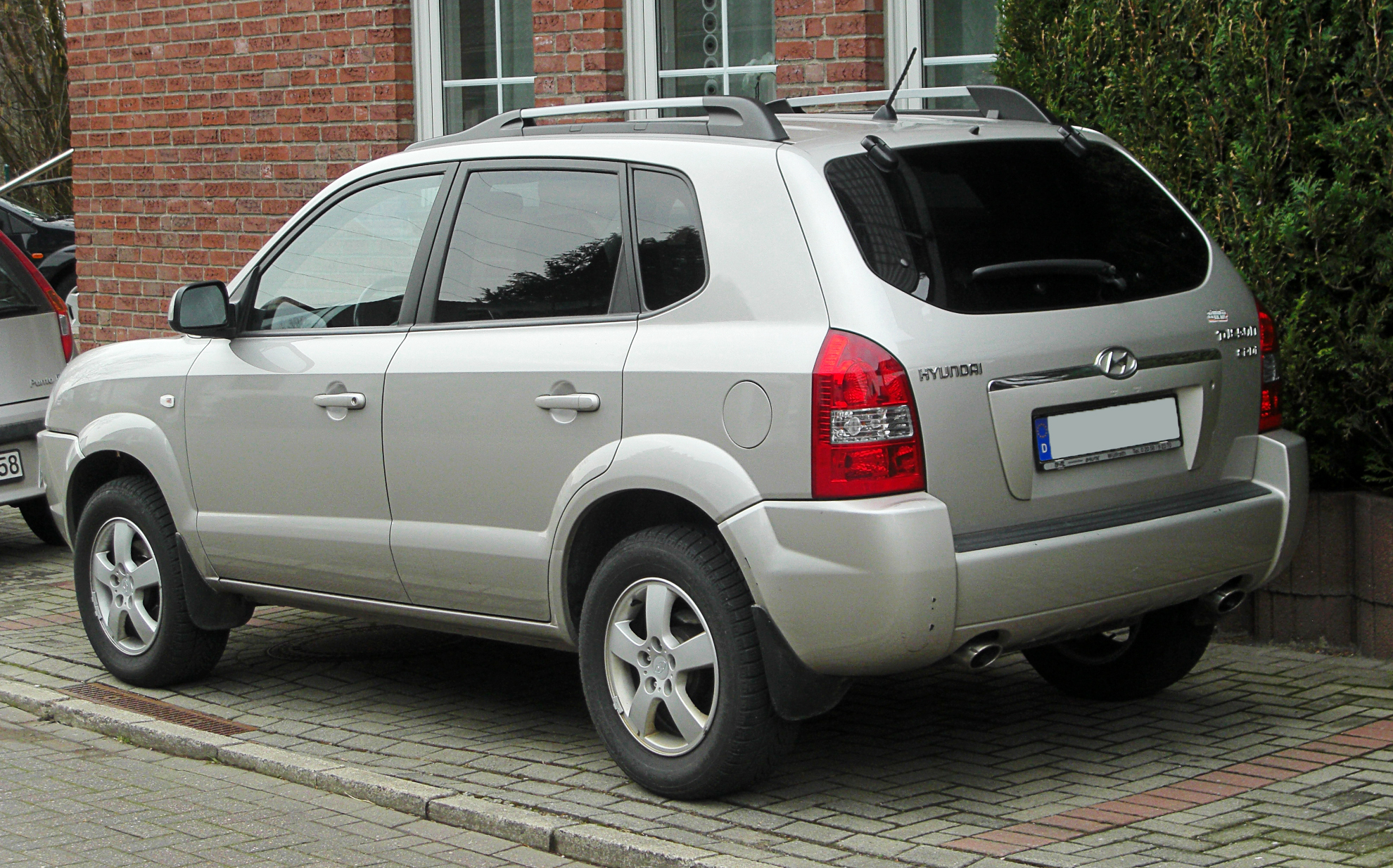
Hyundai Tucson І

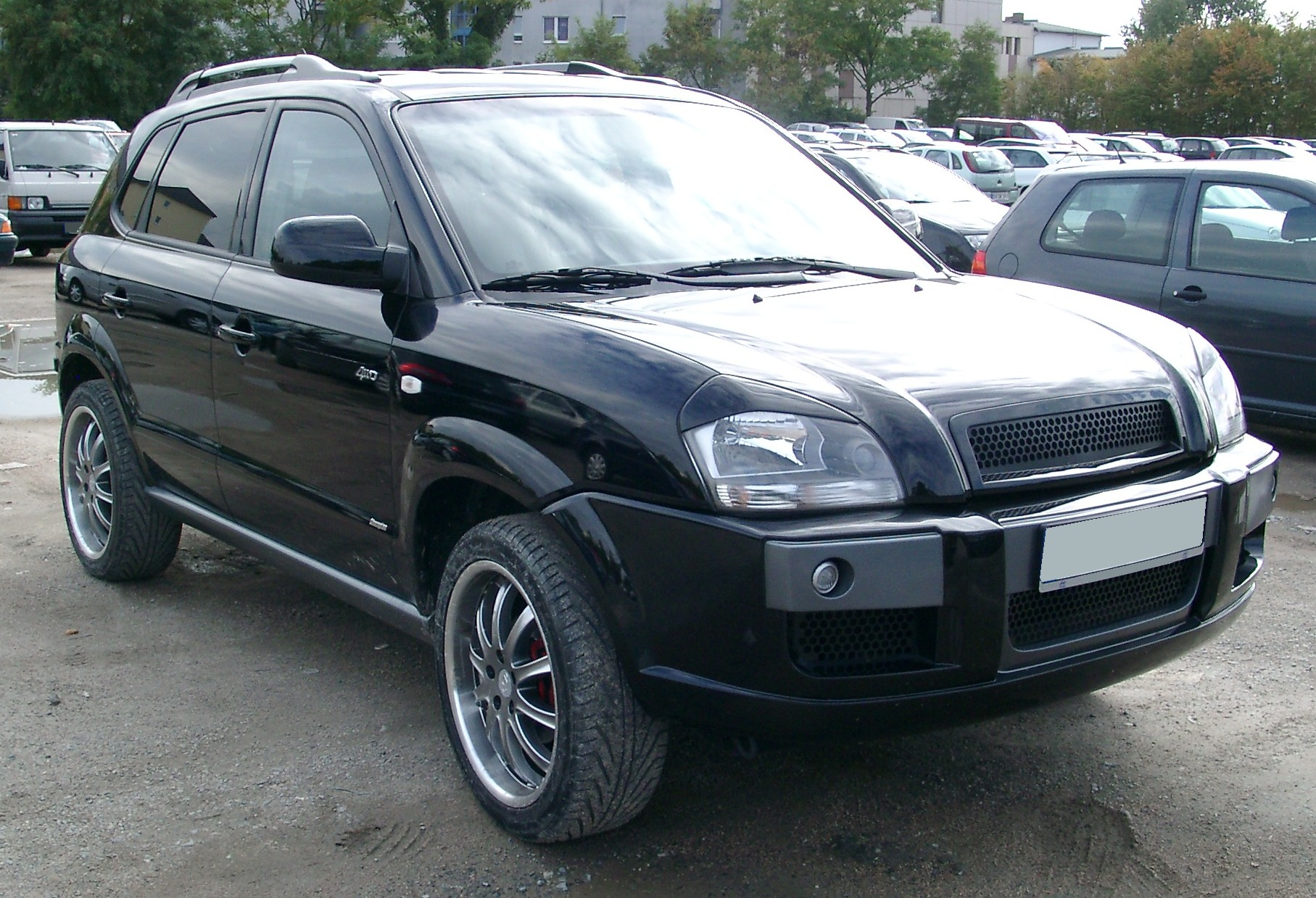
Тюнінговий Hyundai Tucson Champion (V6 Brabus)

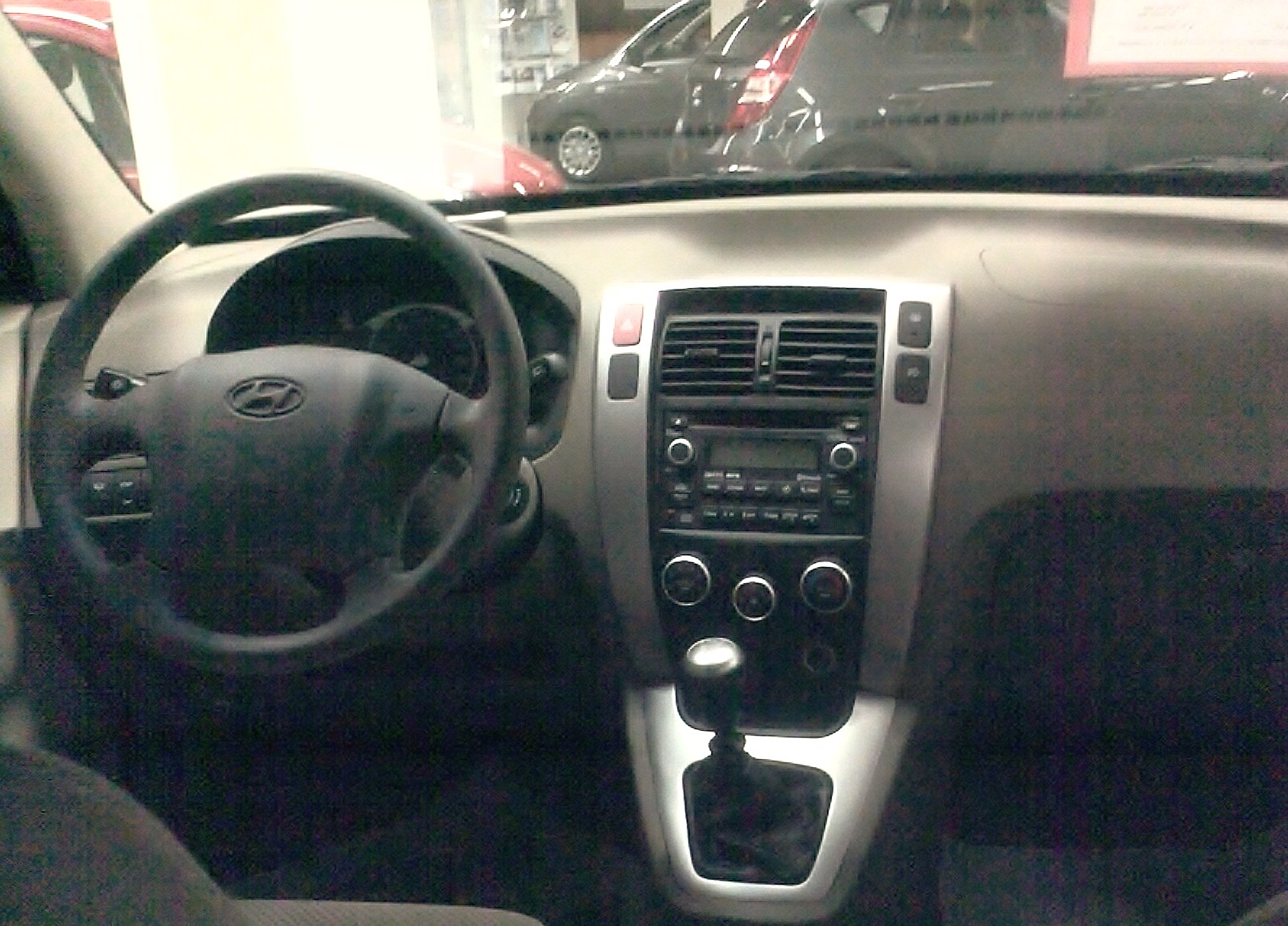
Салон Hyundai Tucson І

Hyundai Tucson названий на честь північноамериканського міста Тусон у штаті Аризона. На мові корінних жителів, індіанців племені піма, слово «тусон» означає «весна біля підніжжя чорної гори». Він надійшов у продаж на внутрішній корейський ринок наприкінці березня, через тиждень після європейської прем'єри на Міжнародному автосалоні в Женеві і дебюту моделі на автошоу в Детройті в січні 2004 року.
Автомобіль має постійно підключений повний привод і при русі по сухому асфальту до ста відсотків тягового зусилля передається на передній міст. При необхідності (наприклад, в повороті або при занесенні) підключається задній міст, а на бездоріжжі одним натисканням кнопки ви можете перемкнутися в режим примусового симетричного розподілу тяги між осями.
Додає впевненості 195 мм дорожнього просвіту.
До України автомобіль поставляється з 2,7-літровим двигуном V6 DOHC потужністю 175 к. с. і 2,0-літровим чотирициліндровим двигуном DOHC CVVT потужністю 142 к. с. Обидва двигуни працюють на 92-му бензині і поєднуються з 4-ступінчастою автоматичною або 5-ступінчастою механічною трансмісіями. Крім того, пропонується економічний турбодизель 2,0 CRDi.
Передня підвіска незалежна типу McPherson, задня незалежна багатоважільна.
Безпеку забезпечують зони деформації і подушки безпеки, як фронтальні, так і бічні разом зі шторками. Крім цього, до стандартної комплектації входять безліч електронних систем (ABS, EBD, TCS, TOD), а також повний електропакет, аудіопідготовка і багато іншого. За додаткову плату можна встановити датчик тиску в шинах.
У найпростішу комплектацію входять клімат-контроль, ABS, магнітола, підігрів передніх сидінь і дзеркал, релінги на даху і захист моторного відсіку, а так само протитуманні фари, електричні склопідйомники на всіх дверях, литі диски. Можлива установка додаткових опцій.
У 2007 році в Україні почались продажі передньопривідної версії Tucson. Рішення про старт реалізації нової модифікації було прийнято на підставі досліджень, згідно з якими багато власників даної моделі в основному експлуатують її в міських умовах і не користуються позашляховими можливостями автомобіля.
Передньопривідний Tucson поставляється в Україну з мотором об'ємом 2,0 л і механічною коробкою передач. [джерело?]
Сьогодні модель виробляється в Україні методом дрібновузлового (CKD) складання у м. Черкаси.[джерело?]

### Двигуни
| Бензинові двигуни |                |          |                                   |                            |           |
| 2.0 DOHC CVVT     | I4, 16V        | 1975 см³ | 104 кВт (141 к.с.) при 6000 об/хв | 184 Нм при 4500 об/хв      | з 2004    |
| 2.7 V6 DOHC       | V6, 24V        | 2656 см³ | 129 кВт (175 к.с.) при 6000 об/хв | 241 Нм при 4000 об/хв      | з 2004    |
| Дизельні двигуни  |                |          |                                   |                            |           |
| 2.0 CRDi          | I4, 16V, Turbo | 1991 см³ | 83 кВт (113 к.с.) при 4000 об/хв  | 245 Нм при 1800—2500 об/хв | з 2004    |
| 2.0 CRDi PDF      | I4, 16V, Turbo | 1991 см³ | 103 кВт (140 к.с.) при 4000 об/хв | 305 Нм при 1800—2500 об/хв | 2006–2009 |
| 2.0 CRDi PDF      | I4, 16V, Turbo | 1991 см³ | 110 кВт (150 к.с.) при 3800 об/хв | 305 Нм при 1800—2500 об/хв | 2006–2009 |

### Безпека
За результатами краш-тесту проведеного у 2006 році за методикою Euro NCAP Hyundai Tucson отримав чотири зірки за безпеку, що є дуже непоганим результатом. При цьому за захист пасажирів він отримав 29 балів, за захист дітей 32 бали, а за захист пішоходів 4 бали.
| Euro NCAP | Рейтинг   |
| --------- | --------- |
| Пасажири: | 4/5 зірок |
| Діти:     | 3/5 зірок |
| Пішоходи: | 1/4 зірки |

У 2006 році автомобіль удостоївся найвищої оцінки «5 зірок» від Національної Адміністрації Безпеки Дорожнього Транспорту NHTSA (англ. National Highway Traffic Safety Administration), (США).
| NHTSA                     | Рейтинг   |
| ------------------------- | --------- |
| Фронтальний удар водій:   | 5/5 зірок |
| Фронтальний удар пасажир: | 5/5 зірок |
| Боковий удар водій:       | 5/5 зірок |
| Боковий удар пасажир:     | 5/5 зірок |

## Друге покоління LM (2010—2015)

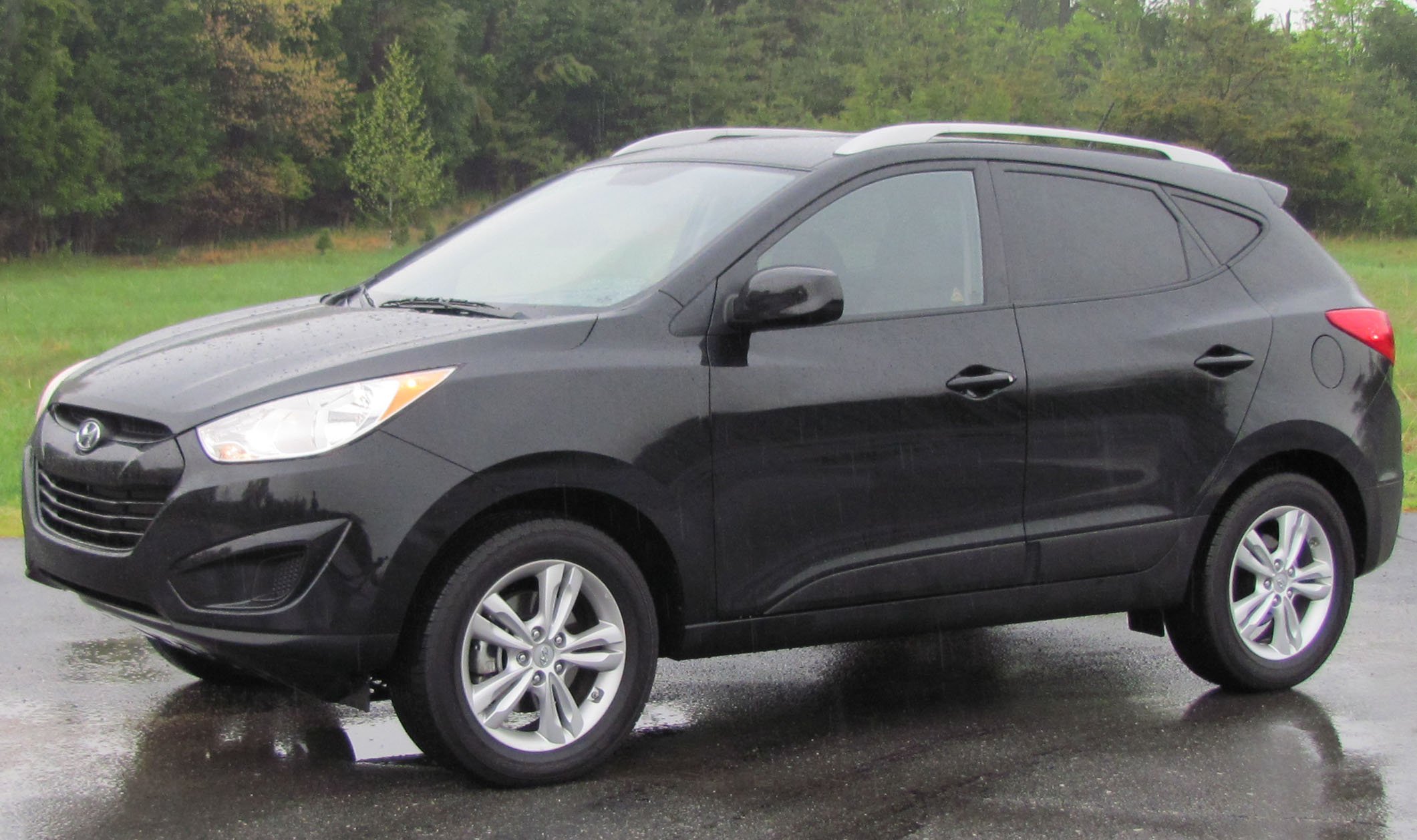
Hyundai Tucson ІІ

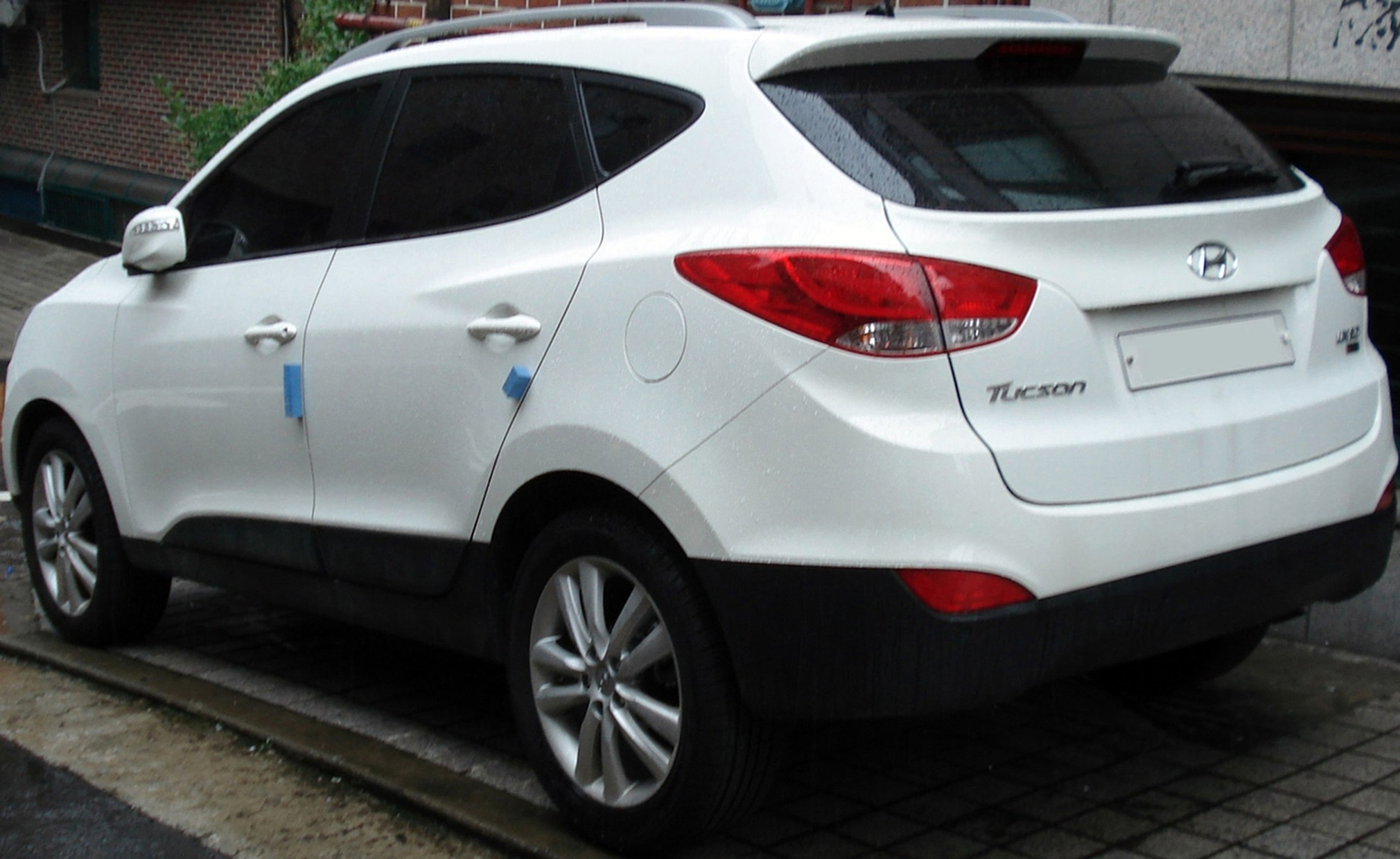
Hyundai Tucson ІІ

Hyundai Tucson другого покоління представлений в 2009 році на Франкфуртському автосалоні. В ряді європейських країн, в тому числі і в Україні, автомобіль називається Hyundai ix35, а в Південній Кореї — Hyundai Tucson ix. Кросовер як і раніше був тісно пов'язаний з Елантрою. Відтак, позаду з'явилася багатоважільна підвіска, АКПП стала шестиступінчастою, в гамму двигунів увійшли бензинові серії Theta II (2.0, 166 к.с. і 2.4, 177 к.с.) і 1.6 GDI (135 к.с.), а також дизельні CRDi (1.7 , 116 к.с. і 2.0, 136 к.с.).
У 2013-му був проведений рестайлінг, під час якого в моторну гамму додали дволітровий двигун серії Nu з безпосереднім упорскуванням. У тому ж році з'явилася серійна модель на паливних елементах ix35 Fuel Cell.

### Двигуни
Бензинові
- 1.6 л Gamma GDI I4
- 2.0 л Theta II I4
- 2.0 л Nu I4
- 2.4 л Theta II I4

Дизельні
- 1.7 л U-Line CRDi I4
- 2.0 л R-Line CRDi I4

## Третє покоління TL (2015—2020)

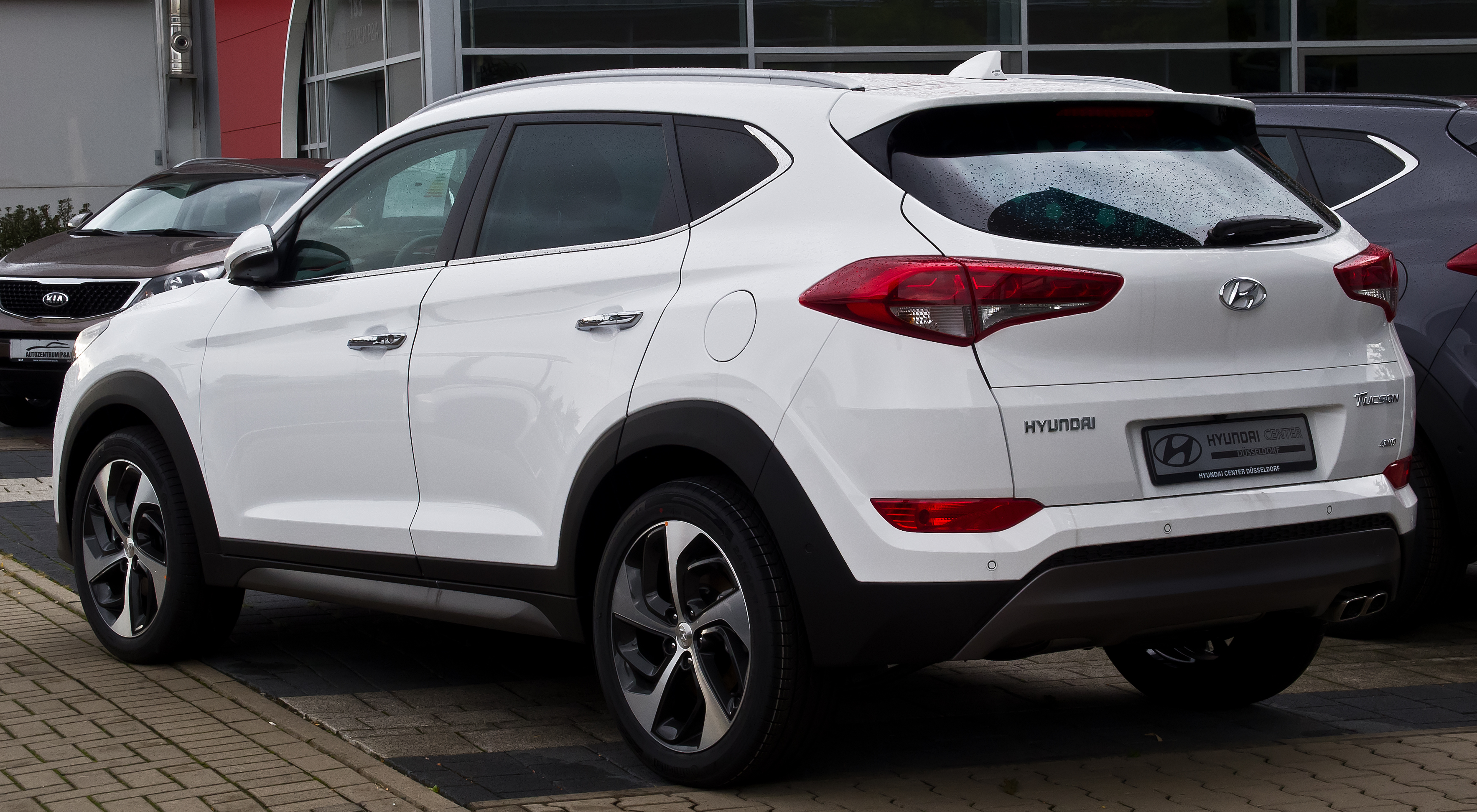
Hyundai Tucson ІІІ (2015—2018)

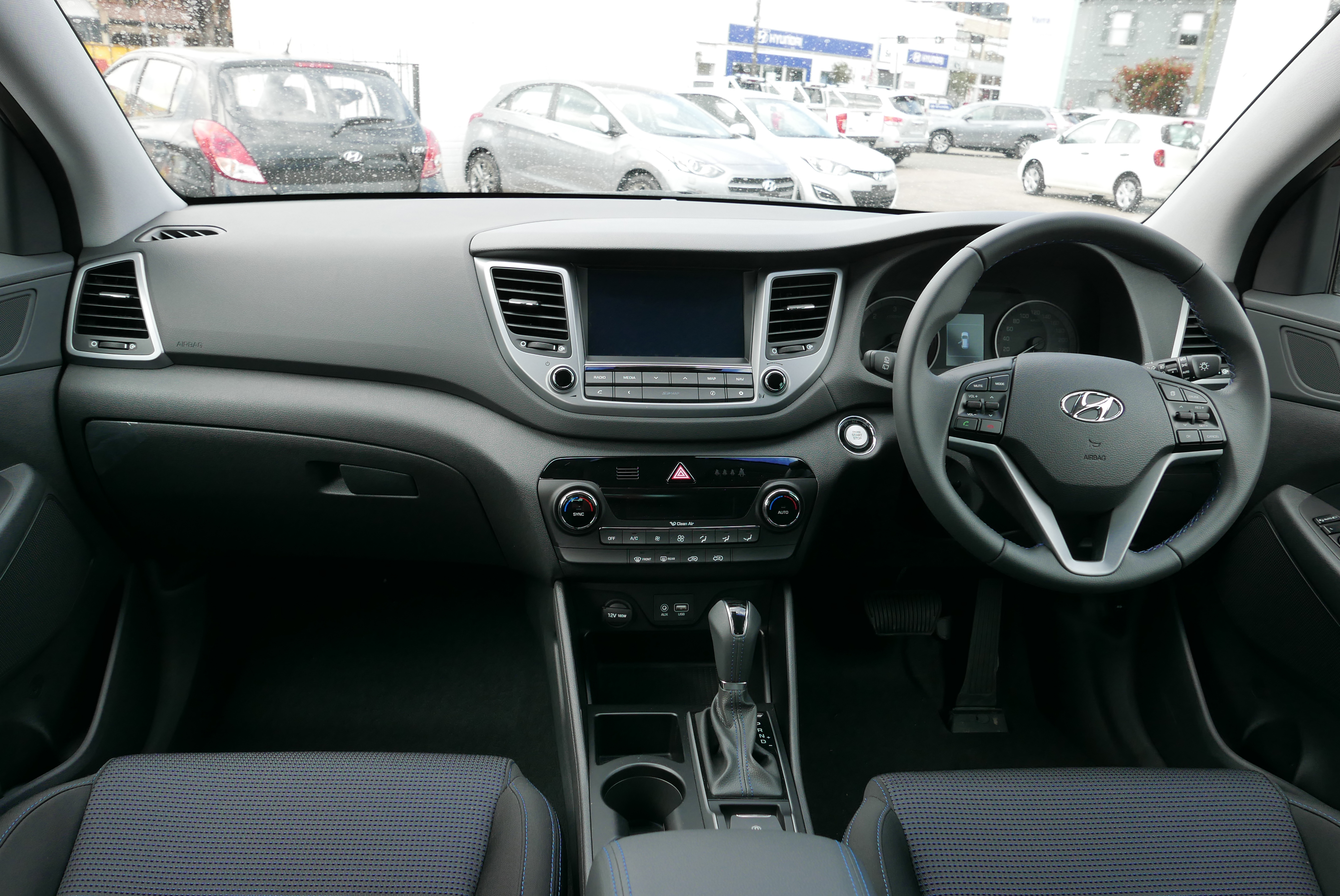
Hyundai Tucson ІІІ (2015—2018)

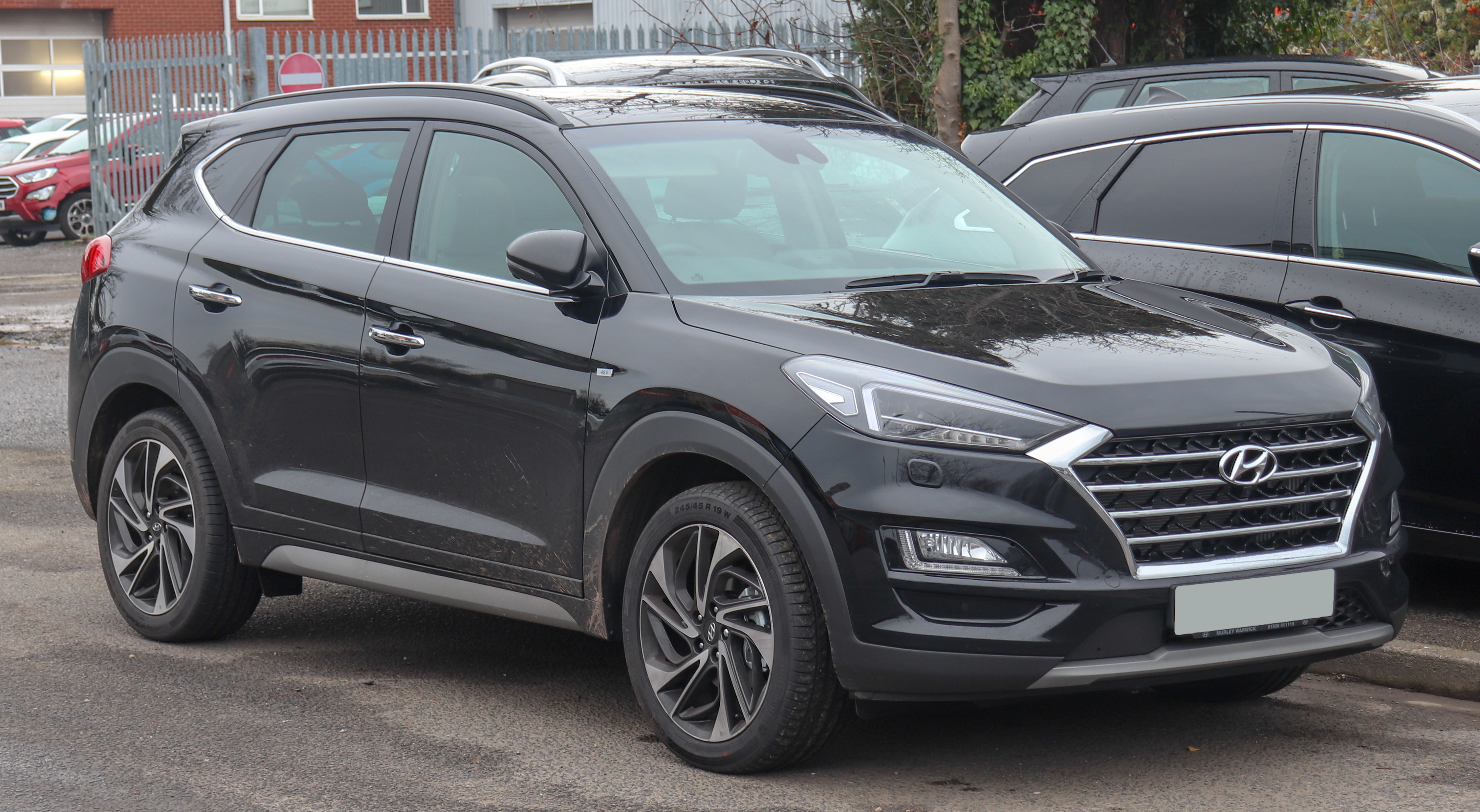
Hyundai Tucson ІІІ (з 2018)

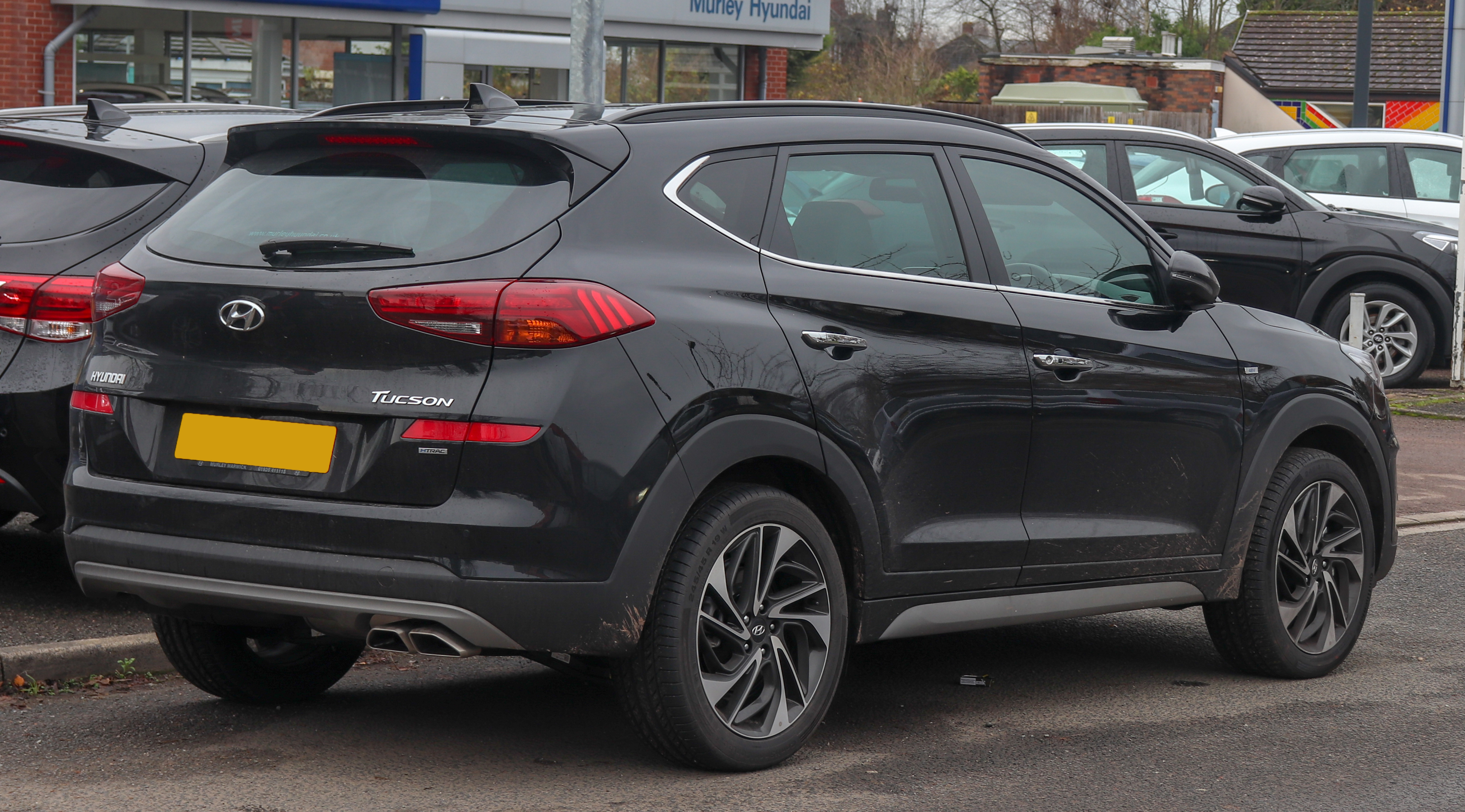
Hyundai Tucson ІІІ (з 2018)

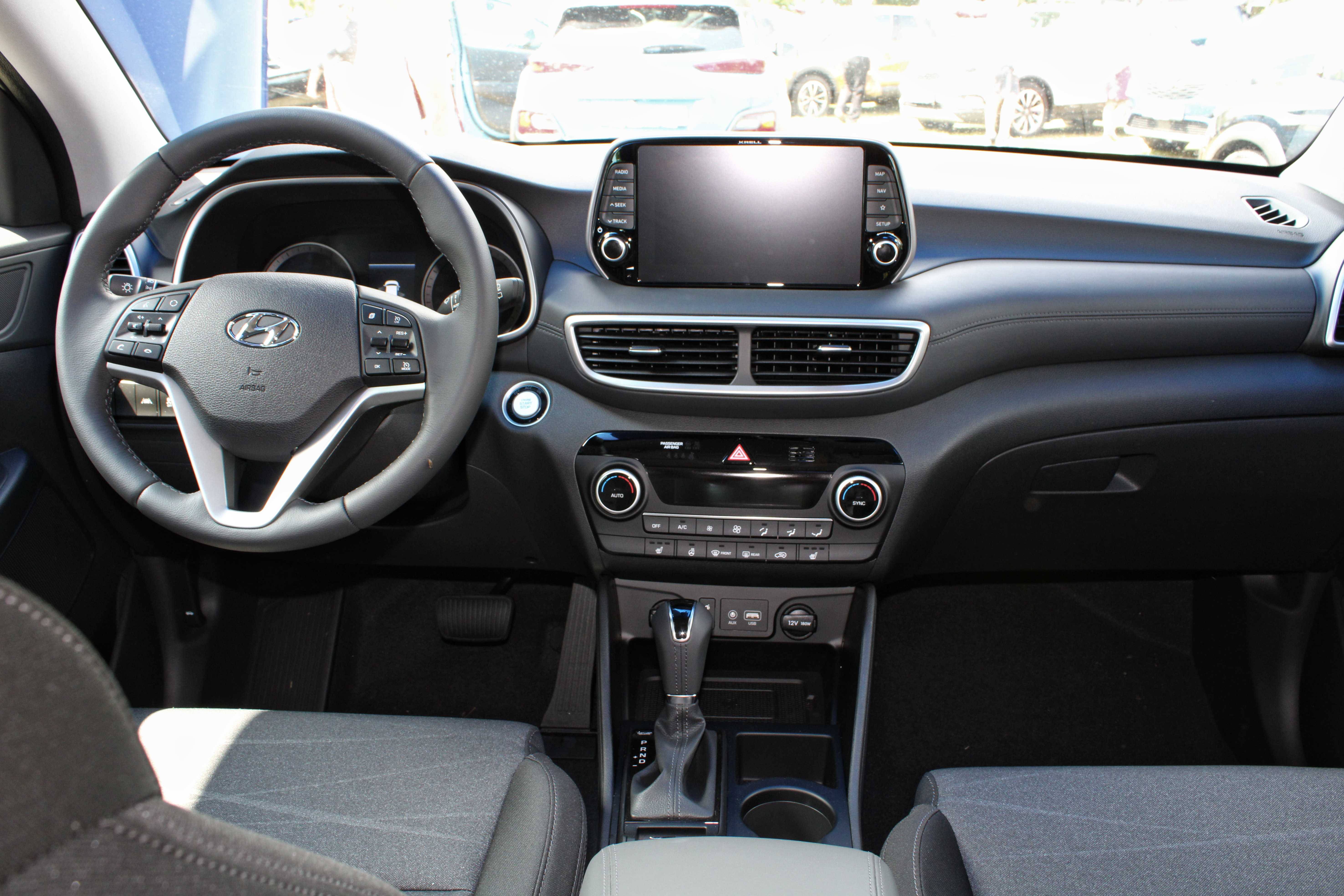
Hyundai Tucson ІІІ (з 2018)

Hyundai ix35 третього покоління тепер буде називатися Hyundai Tucson абсолютно на всіх ринках. Світова прем'єра моделі відбулася на Женевському автосалоні 3 березня 2015 року.
Автомобіль базується на абсолютно новій платформі, яка використовується і в новому поколінні Kia Sportage. В порівнянні з ix35, авто стало на 65 мм. довшим (4475 мм), на 30 мм ширше (1850 мм), на 15 мм нижчим (1645 мм). Розмір колісної бази збільшився на 30 мм і тепер складає 2670 мм, а об'єм багажного відділення зменшився на 78 літрів і тепер складає 512 літрів.
Дизайн Tucson нового покоління виконаний в стилі моделі Santa Fe. Кросовер отримав нову передню частину кузова з великою решіткою радіатора, яка тепер не розділена на дві секції, отримав інший переднім бампер, на якому тепер розташовані протитуманки та денні ходові вогні. Повністю змінилася задня частина (зокрема, з'явилися ліхтарі нової форми) і виштамповки на боковинах.
В інтер'єрі змінилася архітектура центральної консолі, змінилася форма і розміщення воздуховодів, з'явилися нові клавіші управління і нова приборна панель з кольоровим дисплеєм.
Для кросовера доступні два двигуна 1,6 літра потужністю 135 і 176 к.с. (другий оснащений турбонадувом) і три дизеля 1,7 і 2,0 літра, потужність яких складає 115, 136 і 184 к.с. Коробка передач 6-ти ступенева механіка і автомат. Також 7-ми ступеневий приселективний автомат з двома зчепленнями, який доступний лише для найпотужнішого бензинового двигуна.
Виробництво Tucson налагодили на заводі в Чехії. Європейські продажі розпочалися в другій половині 2015 року.
Редизайн автомобіля у 2016 році дещо покращив його показники. Так, щодо витрати палива, то Базова комбінація двигуна та коробки передач здатна продемонструвати 9.8 л/100 км, показник, який, в принципі видають і деякі більш швидкі конкуренти. Системи управління автомобіля Tucson є прикладом простоти. Оздоблення салону стримане та лаконічне. Панелі дверей оздоблені жорстким пластиком, приладова панель має певні ділянки, які покриті приємним на дотик, м'яким матеріалом, але знаходяться  він, здебільшого, біля лобового скла, де до нього ніхто не буде торкатись. Деталі добре поєднуються між собою та мають мінімум щілин. Завдяки хорошим результатам краш-тестів, Hyundai Tucson входить в Top Safety Pick Plus.
В березні 2018 року Tucson модернізували. Корейці переробили оптику (фронтальна — повністю світлодіодна), ґрати радіатора і бампери. У списку оснащення з'явилися колеса з новим дизайном. Кардинально змінений салон в стилі моделі Hyundai i30.
Автомобіль отримав новий турбодизель 1.6 CRDi з двома варіантами форсування (115 і 133 к.с.). Він прийшов на зміну двигуну 1.7 CRDi. Дволітровий дизель позбувся менш потужної версії, а та, що була потужніший, додала одну к.с. (до 186 сил).
У 2019 Tucson отримав незначний редизайн екстер'єру і інтер'єру. Також був представлений 2.4-літровий двигун, натомість зник 1.6-літровий турбодвигун. Стандартними стали автоматичне екстрене гальмування, попередження про можливе зіткнення та інформаційно-розважальна система з Android Auto, Apple CarPlay і 7.0-дюймовим сенсорним екраном.
Hyundai Tucson з базовим двигуном 2.0 розганяється до 100 км/год за 8.8 секунд. Витрата пального в змішаному циклі складає 9.0 л.

### Двигуни
Бензинові
- 1.6 л Gamma GDI I4 132 к.с. при 6300 об/хв, 161 Нм при 4850 об/хв
- 1.6 л Gamma T-GDI I4 177 к.с. при 5500 об/хв, 265 Нм при 1500-4500 об/хв
- 2.0 л Theta II I4 245 к.с. 350 Нм
- 2.0 л Nu Р4 155 к.с. при 6200 об/хв, 192 Нм при 4000 об/хв

Дизельні
- 1.6 л U-Line CRDi I4 115 к.с. при 4000 об/хв, 280 Нм при 1500—2500 об/хв
- 1.6 л U-Line CRDi I4 133 к.с. при 4000 об/хв, 320 Нм при 2000—2250 об/хв
- 1.7 л U-Line CRDi I4 116 к.с. при 4000 об/хв, 280 Нм при 1250—2500 об/хв
- 1.7 л U-Line CRDi I4 141 к.с. при 4000 об/хв, 340 Нм при 1750—2750 об/хв
- 2.0 л R-Line CRDi I4 136 к.с. при 2750-4000 об/хв, 373 Нм при 1500—2750 об/хв
- 2.0 л R-Line CRDi I4 185 к.с. при 4000 об/хв, 400 Нм при 1750—2750 об/хв

## Четверте покоління NX4 (2021—наш час)

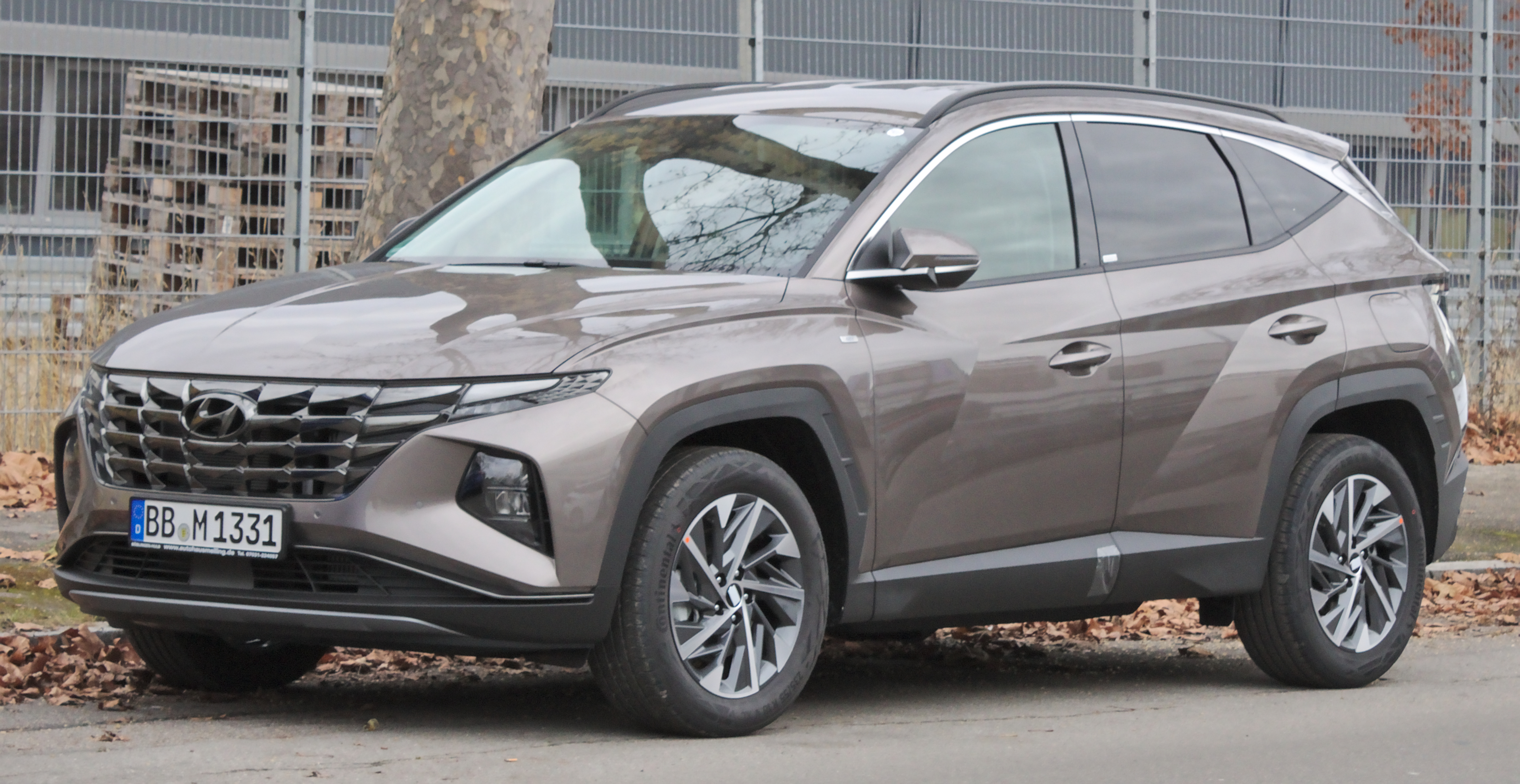
Hyundai Tucson IV (2021-2024)

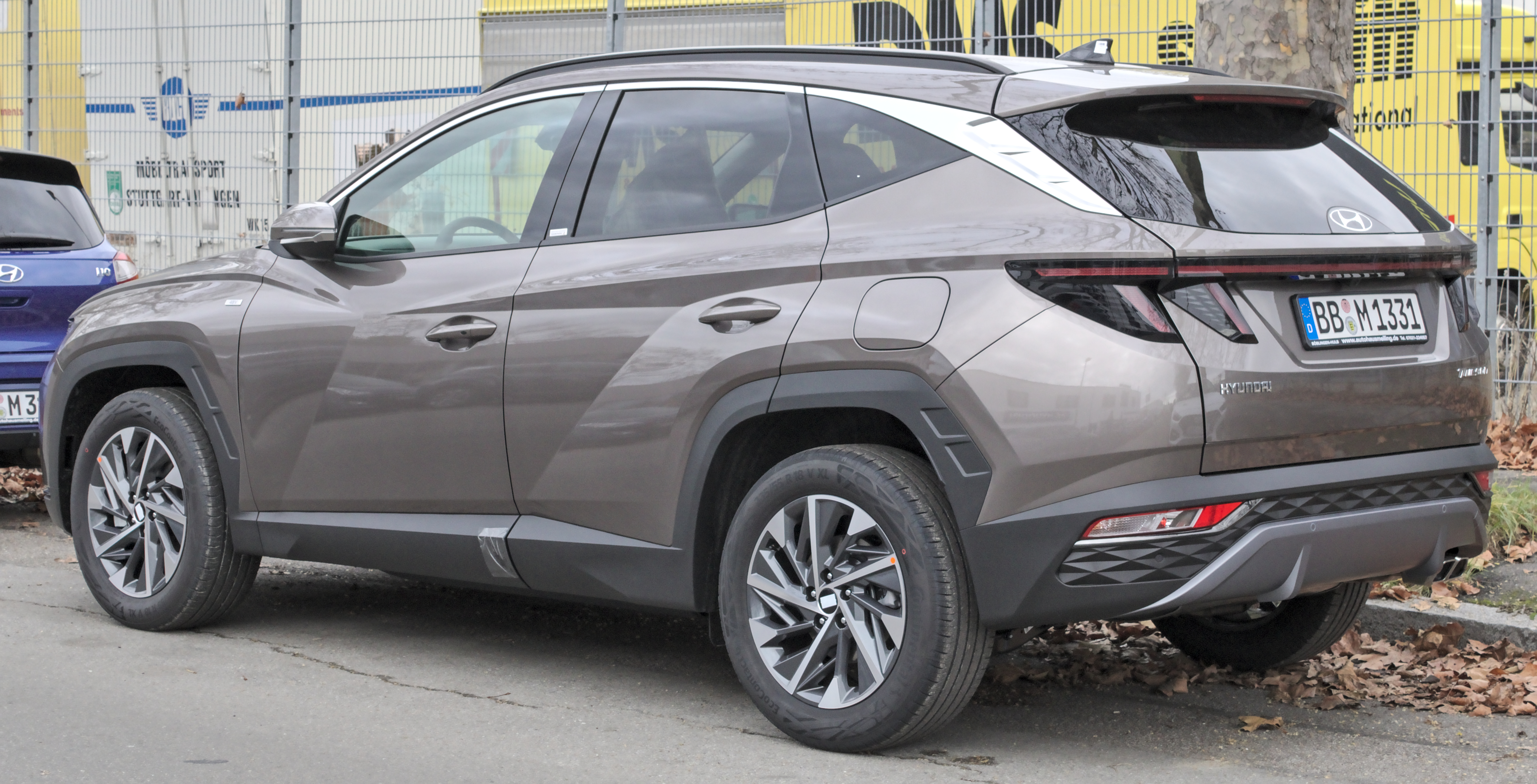
Hyundai Tucson IV (2021-2024)

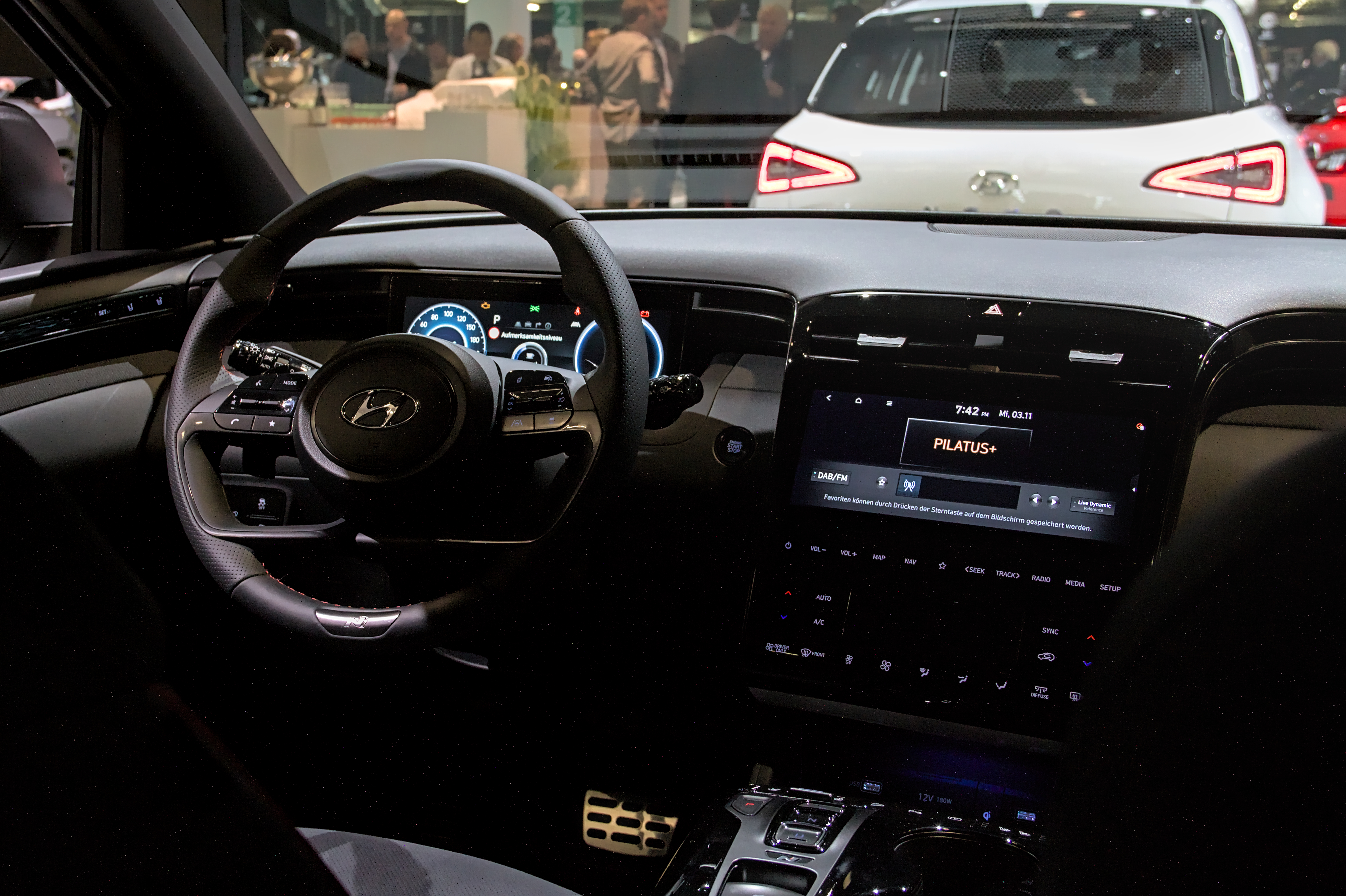
Салон Hyundai Tucson IV

Абсолютно новий Tucson четвергового покоління був презентований 15 вересня 2020 року. Автомобіль збудовано на платформі Hyundai-Kia N3.
Побудований на новій платформі Hyundai Tucson став на 20 мм довшим, на 15 мм ширшим й на 5 мм вищим за свого попередника: його габарити — 4500x1865x1650 мм. Відстань між осями збільшилася на 10 мм — до 2680 мм. Крім звичайної буде і подовжена версія. Об'єм багажника Tucson складає 1166 л, гібридна версія пропонує вантажний відсік розміром 1169 л. Крім короткої існує ще подовжена версія моделі.

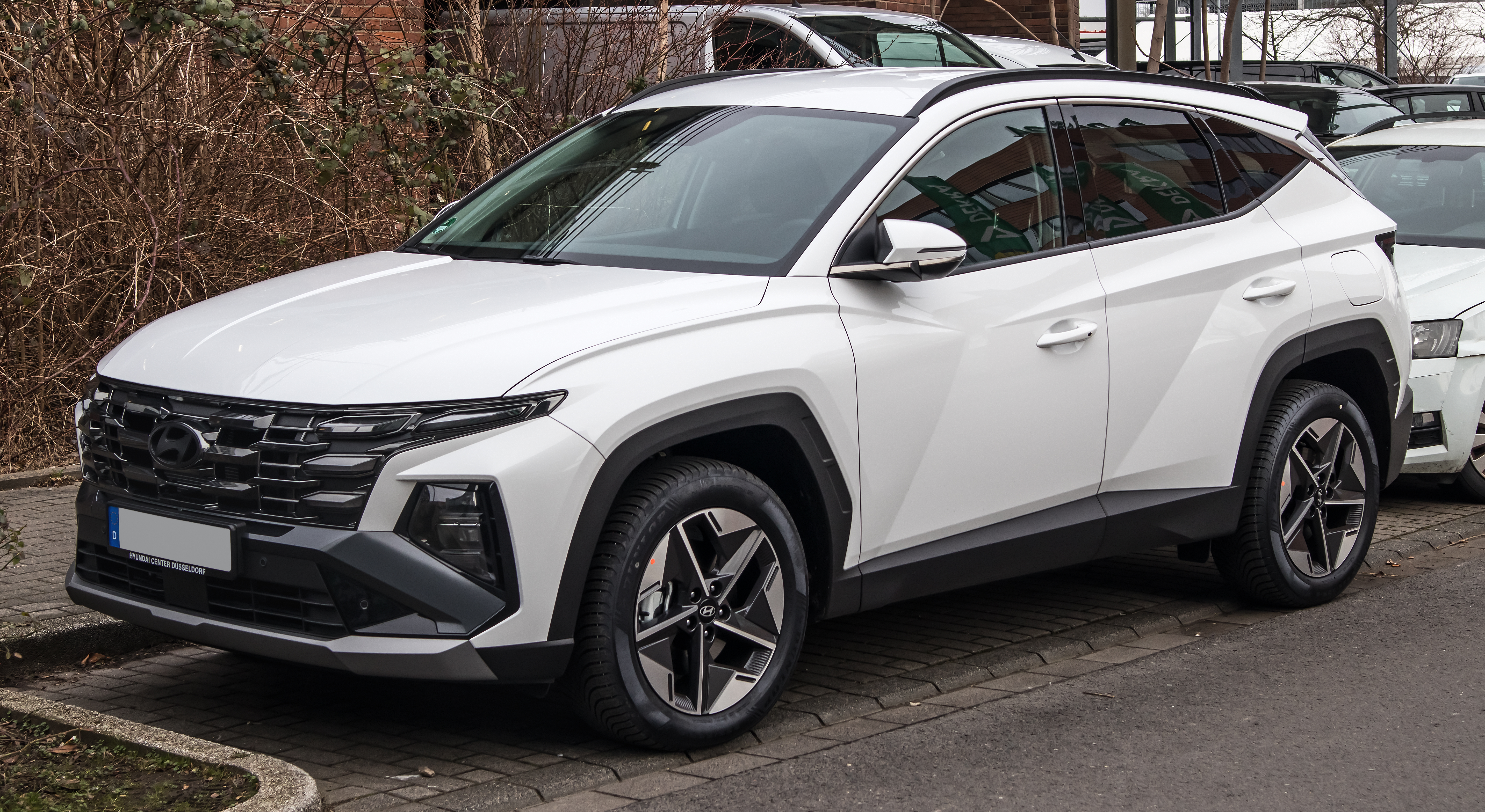
Hyundai Tucson IV (з 2024)

Моторна гамма нового кросовера включає два звичайних ДВЗ й відразу три варіанти гібридних силових установок — 48-вольтні помірні, стандартні й заряджені від мережі. Так, у Tucson Hybrid поєднання 1,6-літровою бензиновою «турбочетвіркою» T-GDI Smartstream і 44,2-кіловатного електромотора забезпечує сукупну віддачу в 230 к.с. і 350 Нм. Бензоелектричний позашляховик оснащується скромною батареєю на 1,49 кВт-год й шестиступеневим автоматом й може бути передньо- або повнопривідним.
На початку 2021 року було оголошено про старт продажів четвертого покоління Tucson в Україні. Модель з'явилась з чотирма комплектаціями: Express, Dynamic, Elegance, Top.
Доступними для України будуть три двигуни: 2.0 MPi (156 к.с., бензин), 1.6 CRDi (136 к.с., дизель) та 1.6 T-GDi HEV (230 к.с., гібрид).
До стандартних функцій безпеки Hyundai Tucson 2023 увійшли автоматичне екстрене гальмування з розпізнаванням пішоходів, попередження про виїзд зі смуги руху з системою підтримки смуги руху, камера заднього виду, моніторинг сліпих зон із попередженням про поперечний рух ззаду. В якості опцій доступні Remote Smart Parking Assist (дистанційне керування паркуванням) та асистент керування на шосе. 
Модель Tucson N Line 2024 року стає гібридом і оснащується 1,6-літровим гібридним турбомотором.

### Двигуни
- 1.5 L Smartstream G1.5 T-GDi I4
- 1.6 L Smartstream G1.6 T-GDi I4
- 1.6 L Smartstream G1.6 T-GDi I4 (Hybrid) 230 к.с. 350 Нм
- 1.6 L Smartstream G1.6 T-GDi I4 (PHEV) 265 к.с.
- 2.0 L Smartstream G2.0 MPi I4
- 2.0 L T-GDi I4
- 2.5 L Smartstream G2.5 GDi I4 190 к.с. 247 Нм
- 1.6 L Smartstream D1.6 CRDi I4
- 2.0 L Smartstream D2.0 CRDi I4 186 к.с.

## Продажі
| Рік  | США     |
| ---- | ------- |
| 2004 | 7,074   |
| 2005 | 61,048  |
| 2006 | 52,067  |
| 2007 | 41,476  |
| 2008 | 19,027  |
| 2009 | 15,411  |
| 2010 | 39,594  |
| 2011 | 47,232  |
| 2012 | 48,878  |
| 2013 | 41,906  |
| 2014 | 47,306  |
| 2015 | 63,591  |
| 2016 | 89,713  |
| 2017 | 114,735 |